# Notopala
Notopala is een geslacht van weekdieren uit de klasse van de Gastropoda (slakken).

## Soorten
- Notopala essingtonensis (Frauenfeld, 1862)
- Notopala sublineata (Conrad, 1850)